# Canolo
Canolo là một đô thị ở tỉnh Reggio Calabria trong vùng Calabria, Ý, có cự ly khoảng 70 km về phía tây nam của Catanzaro và khoảng 50 km về phía đông bắc của Reggio Calabria. Tại thời điểm ngày 31 tháng 12 năm 2004, đô thị này có dân số 901 người và diện tích là 28,2 km².
Canolo giáp các đô thị: Agnana Calabra, Cittanova, Gerace, Mammola, San Giorgio Morgeto.